# U.2

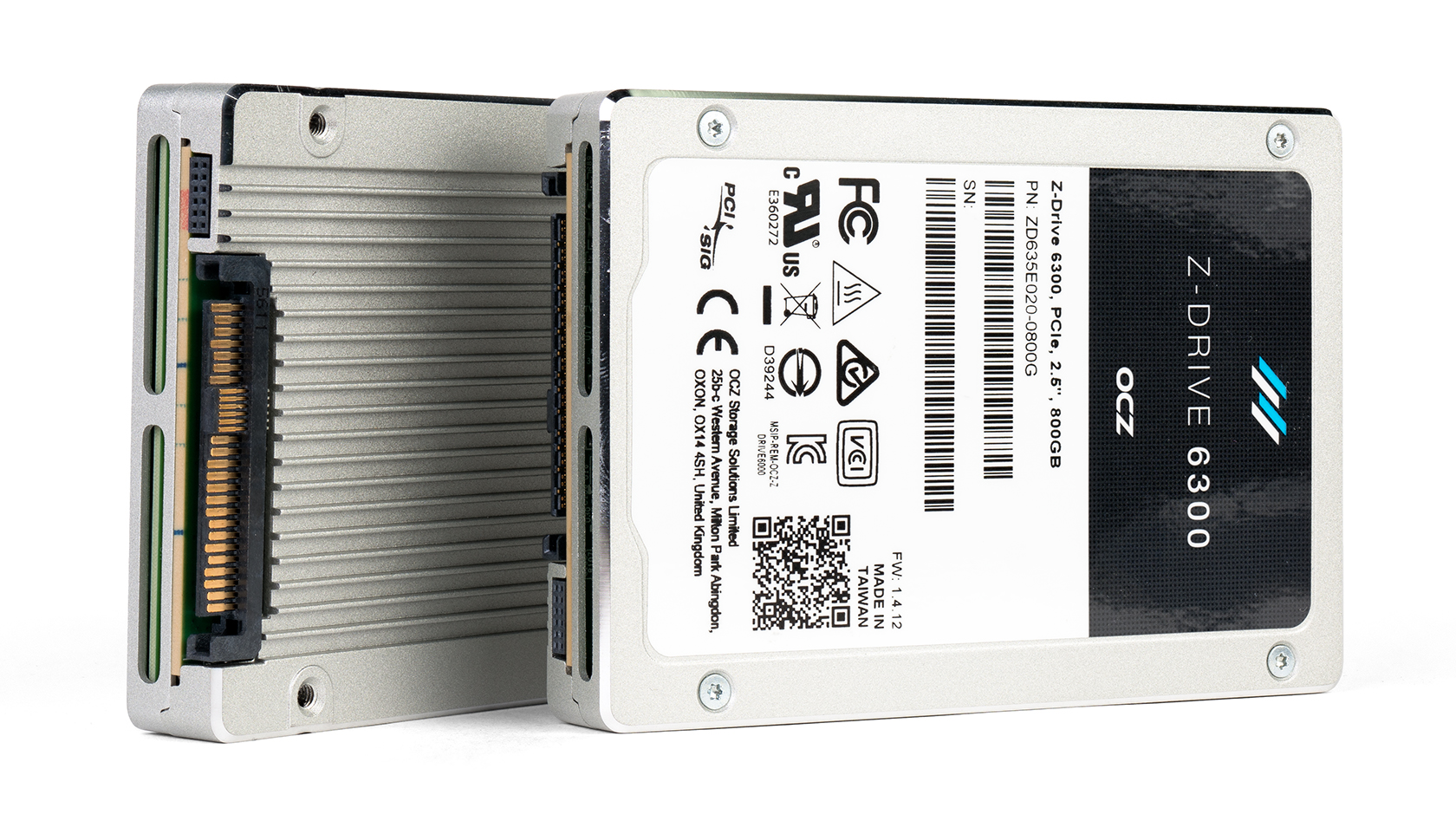
SSD mit U.2-Schnittstelle

U.2, früher SFF-8639 genannt, ist eine Hardware-Schnittstelle (eine Steckverbindung) für den Anschluss von SSDs an Computer oder Storage-Backplanes. Sie besteht aus mehreren Steckervarianten (zum Anschluss an Hauptplatinen und zum Anschluss an die SSDs selbst). Elektrisch umfasst die Schnittstelle Kontakte für den Transport von SAS, SATA und PCI Express (bis 4 Leitungen/Lanes)-Signalen.
Es können also in den gleichen Steckplätzen Massenspeichergeräte mit allen drei Protokollen / Controller-Schnittstellen gesteckt werden, sie benötigen aber die entsprechenden Controller-Gegenstücke am Rechner. Die sogenannten „Backplanes“ sind deshalb je nach Schnittstelle unterschiedlich.
Gedacht ist U.2 für Unternehmens-SSDs, die in Workstations, Server- oder Storagesystemen installiert werden und über die NVM-Express-Softwareschnittstelle angesprochen werden. U.2 unterstützt Hot Swapping.
Eine Weiterentwicklung und Erweiterung dieses Standards ist die U.3-Schnittstelle.